# Église Saint-Joseph (Tioumen)
L'église Saint-Joseph (Церковь Святого Иосифа Обручника) est une église catholique de la ville de Tioumen en Russie dépendant du diocèse de Novossibirsk. Elle se trouve 7 rue Lénine.

## Historique

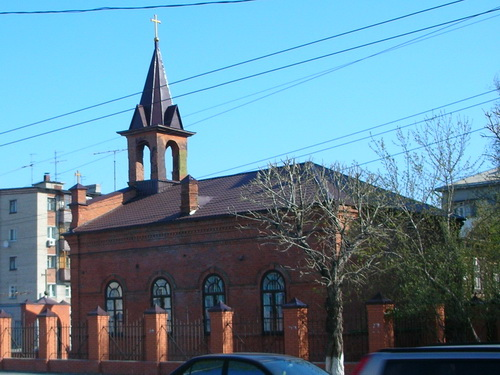
Vue de côté de l'église Saint-Joseph

L'église a été construite entre 1903 et 1906 par des paroissiens polonais, grâce entre autres aux moyens financiers de la famille du magnat des mines polonais Alfons Koziełł-Poklewski (1809-1890). Les messes y sont célébrées dès 1904.
Elle est fermée pendant l'ère soviétique et sert d'entrepôt, de club étudiant, et de salle de sport. Elle retourne à la communauté paroissiale au début des années 1990 et les cérémonies se déroulent normalement à partir de 1993. Elle fête son centenaire avec éclat en 2004.

## Source
- (ru) Cet article est partiellement ou en totalité issu de l’article de Wikipédia en russe intitulé « Церковь Святого Иосифа Обручника (Тюмень) » (voir la liste des auteurs).